# 佐敦谷公園
佐敦谷公園（英語：Jordan Valley Park）是香港的一座公園，位於九龍觀塘區四順新清水灣道71號，為觀塘區面積最大公園，佔地約6.3公頃，前身為佐敦谷堆填區，耗資1.8億港元興建，於2010年8月1日局部啟用，於同年9月8日正式啟用，由康樂及文化事務署管理。

## 設施
- 中央草坪：佔地約萬平方米。
- 簕杜鵑園
- 四季花園
- 迷宮花園
- 溫室
- 園藝教育中心：介紹各種觀賞植物及植物香料。
- 緩跑徑：合共4條，全長1,115米。
  - 健身站：依緩跑徑設置。
- 兒童遊樂場
- 長者健體園地

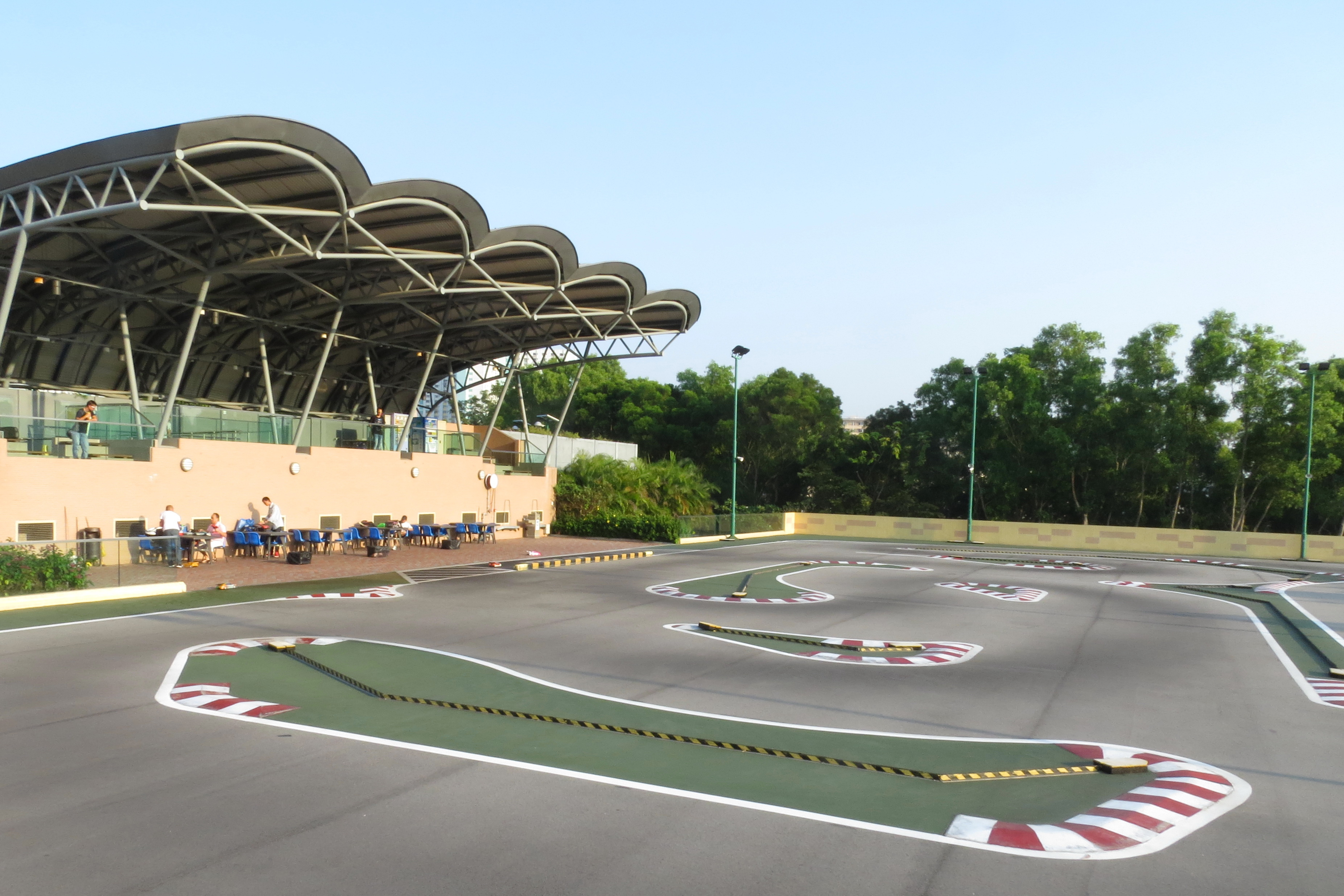
遙控模型賽車場

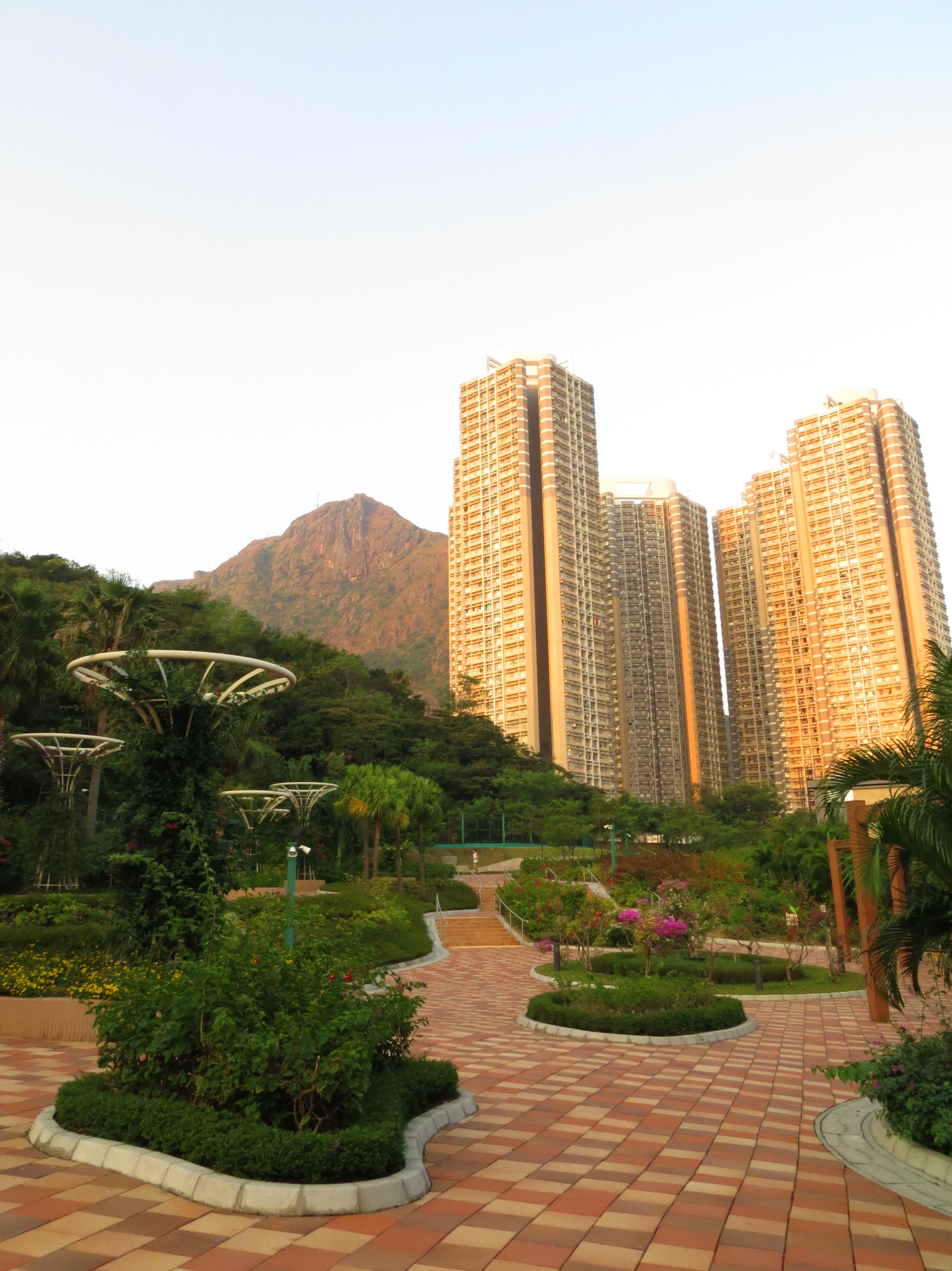
簕杜鵑園，後方為順利紀律部隊宿舍

- 遙控模型賽車場：為香港首座附合國際標準及達致舉辦國際比賽規格的公用遙控車模型賽車場[3]。
  - 跑道A場：面積約1,800平方米，位於室外，比賽用途，僅供予12歲以上人士使用，全長約190米，只供予比例介乎1:8與1:12比較小型及以電池運作的遙控車使用。A賽道設有一條長40米的大直路、多個孤形、迴旋以及直角轉彎；每個急彎都建設有專門設計為比賽用途的路肩，方便高速行駛中的遙控車更容易轉彎。
    - 賽道旁邊設有維修線道。

  - 跑道B場：面積約180平方米，位於室內，娛樂用途，全長41米，只供予比例大型的遙控車使用，彎多路窄。
  - 維修站：位於室內，可以用作維修及為遙控車充電。
  - 車手控制台
  - 觀眾席：設有上蓋，可以容納逾百人[4]。
- 停車場：設有27個收費停泊車輛位置[5]。

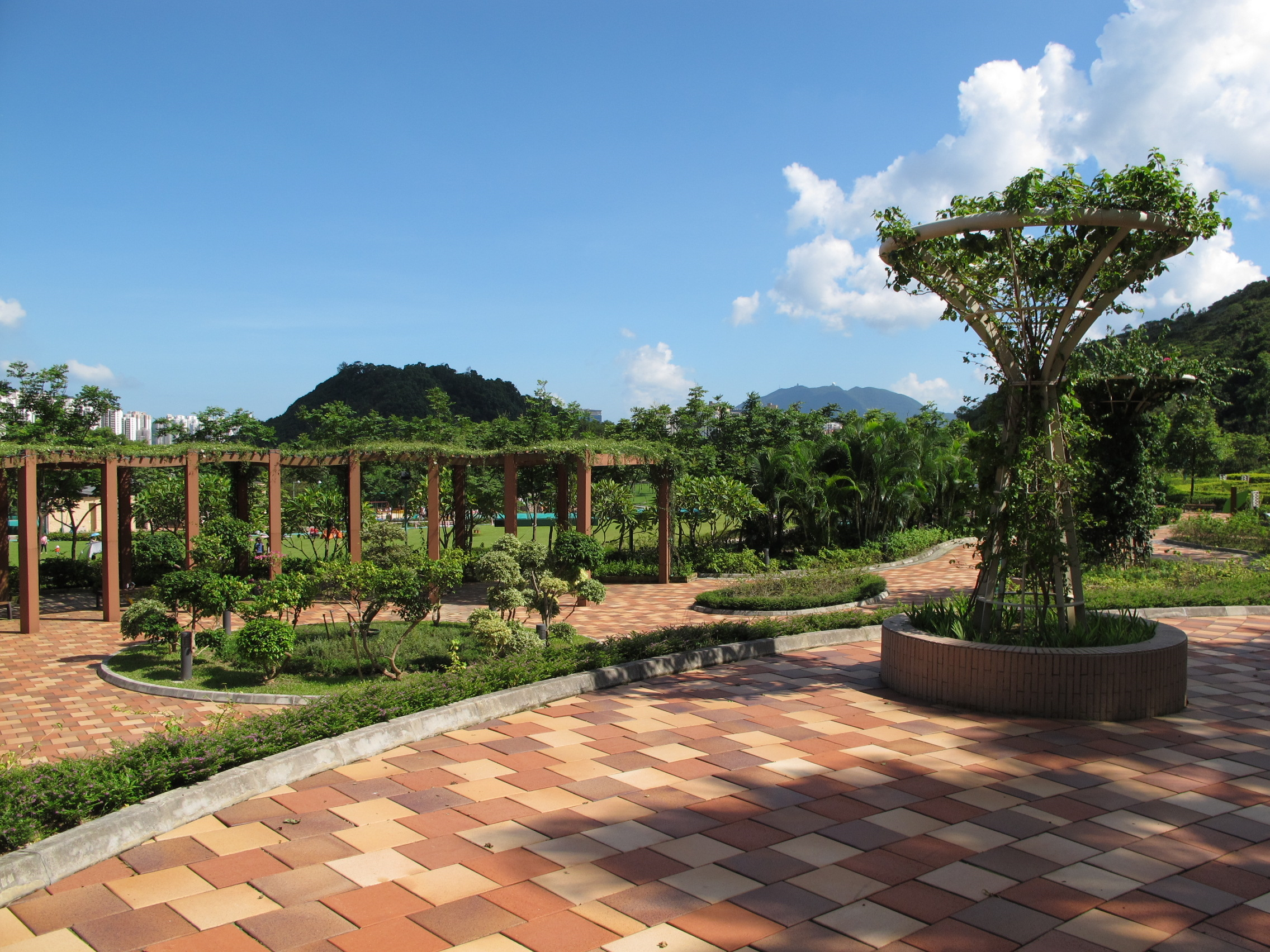
簕杜鵑園
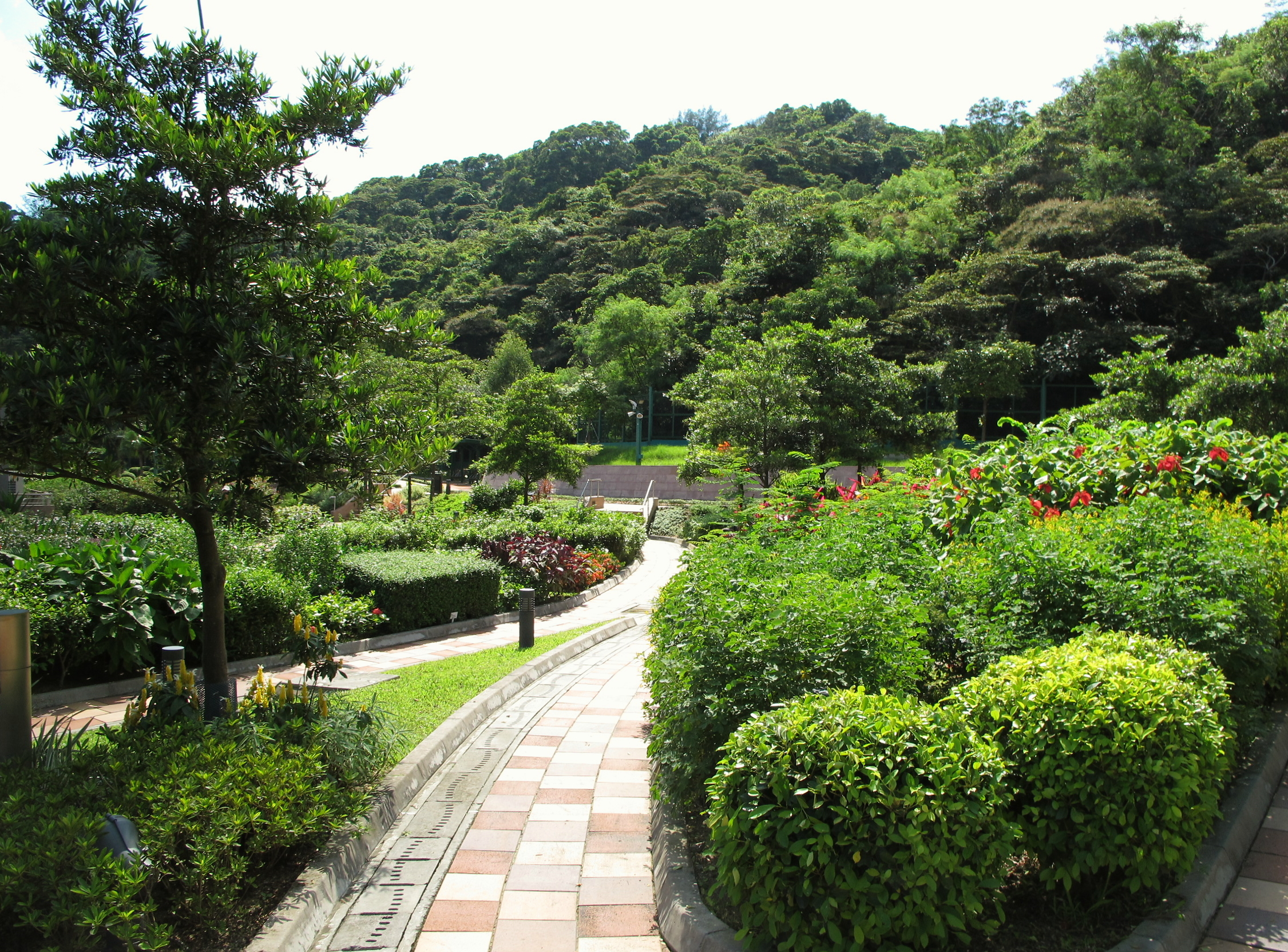
四季花園
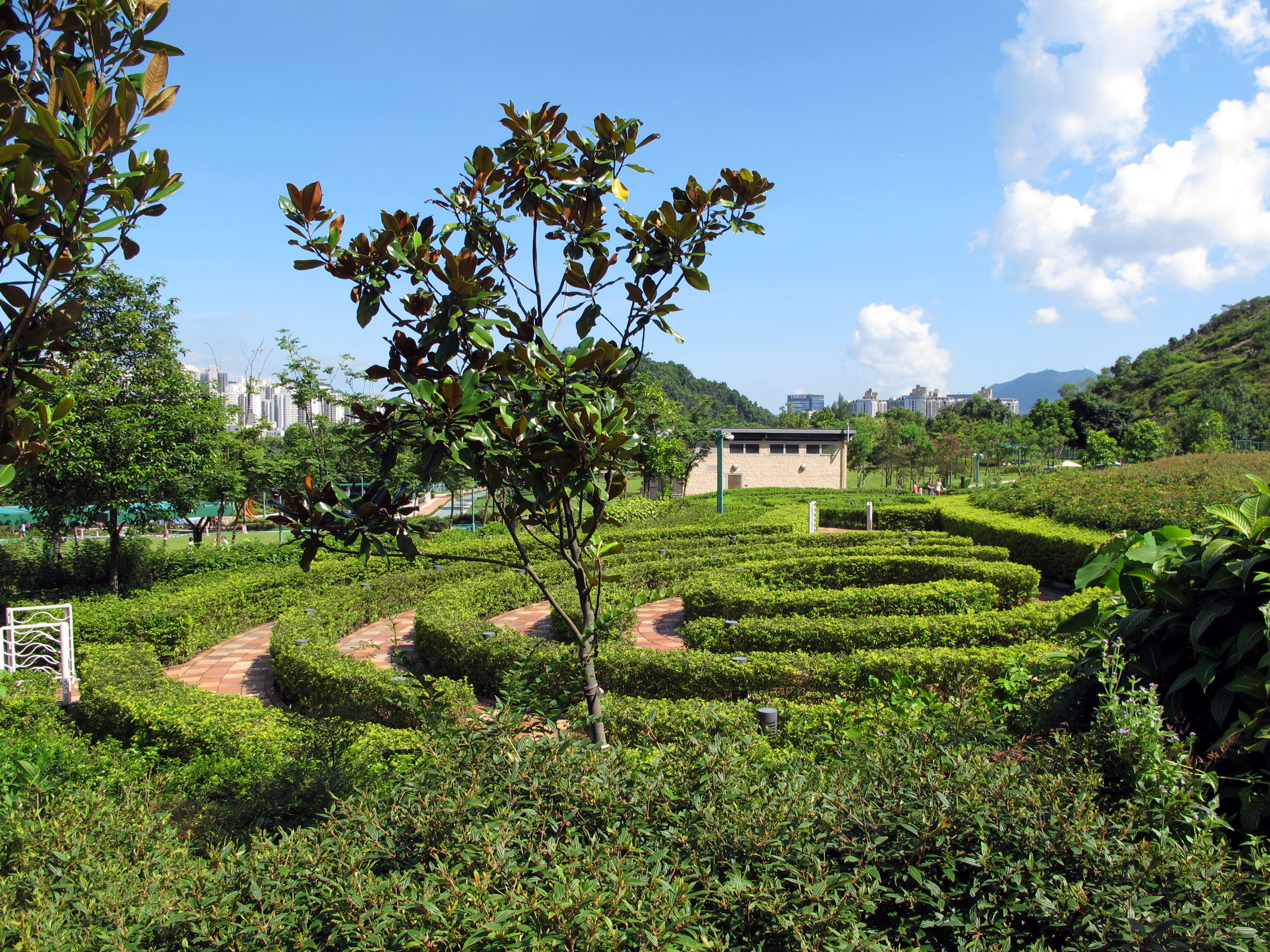
迷宮花園
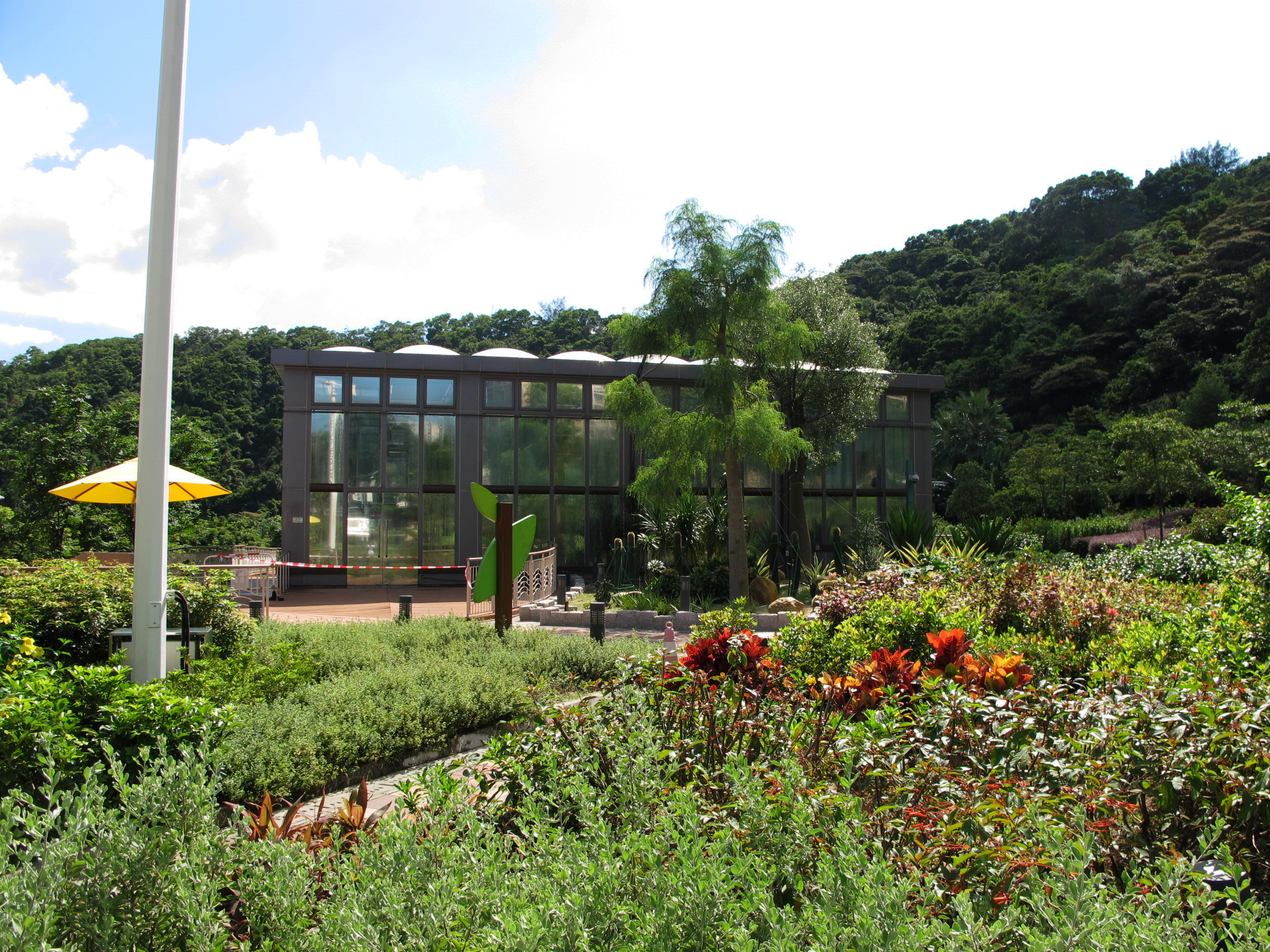
溫室
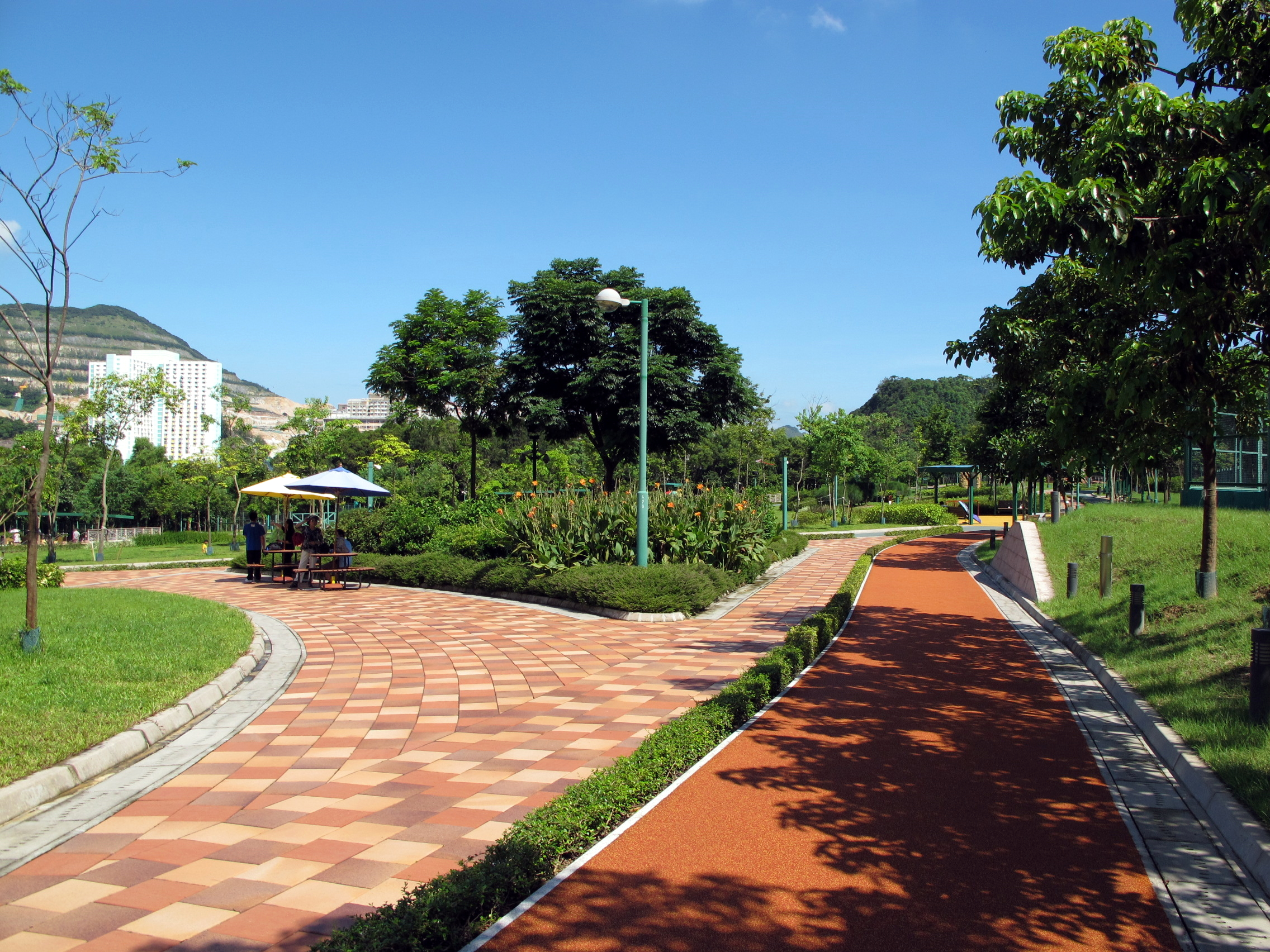
緩跑徑
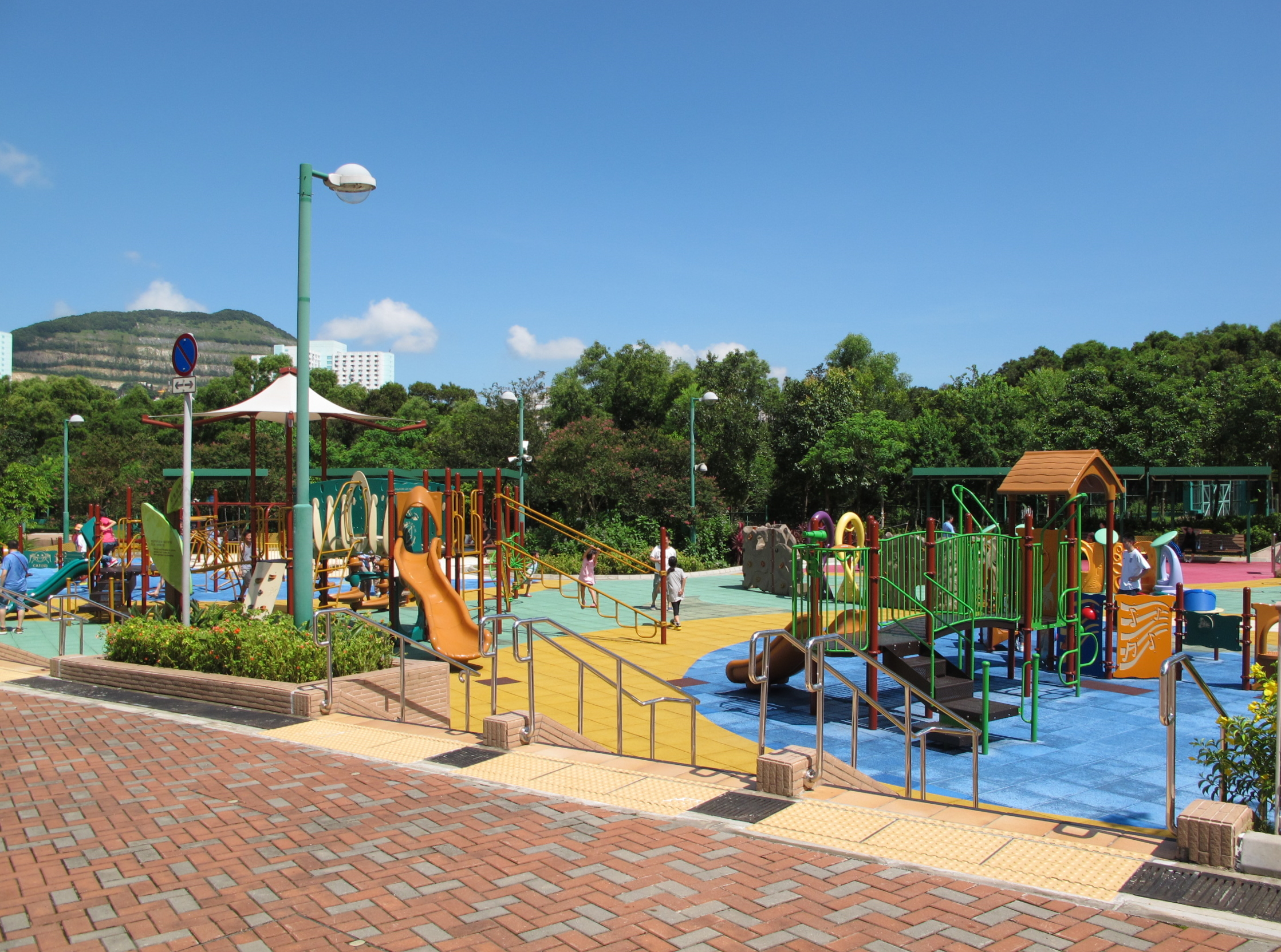
兒童遊樂場

## 開放時間
- 每日 05:00-23:00

## 禁煙安排
- 全面禁煙[6]

## 外部連結
- 佐敦谷公園簡介，康樂及文化事務署，2010年9月8日
- 佐敦谷模型賽車場啟用，香港政府新聞網，2010年9月9日
- 原是新九龍七號墳場，1960年代觀塘首個大水塘，1980年代 堆填區。（页面存档备份，存于）